# Шувуйя
Шуву́йя (лат. Shuvuuia) — род птицеподобных тероподных динозавров, чьи ископаемые остатки найдены в верхнемеловых отложениях Монголии. Является представителем надсемейства Alvarezsauroidea, небольших целурозавров. Типовым и единственным видом является Shuvuuia deserti. Название происходит от монгольского shuvuu (шувуу), птица.

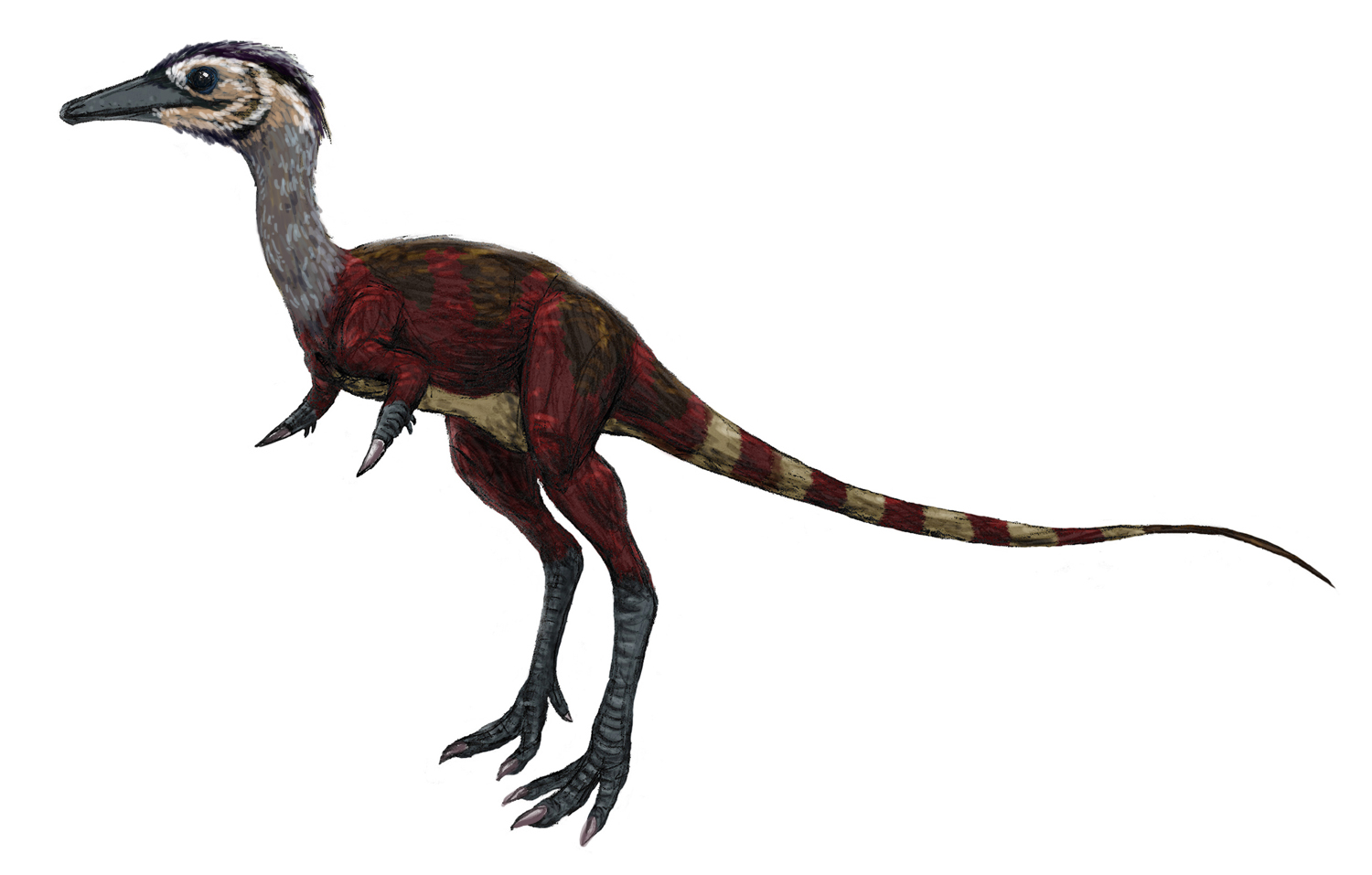
Предположительный внешний вид шувуйи

## Описание
Шувуйя была маленьким и грациозным животным. С длиной тела в 60 см она является одним из самых мелких известных динозавров. Череп хрупкий, с лёгкой и хрупкой челюстью, с длинными и тонкими челюстями и мелкими зубами. Шувуйя обладает уникальной среди нептичьих теропод способностью черепа к прокинезису, способностью двигать верхней челюстью независимо от черепной коробки.
Задние ноги шувуйи были длинными, тонкими, с короткими пальцами, что может указывать на значительные способности к бегу. Передние конечности, наоборот, были короткими и крепкими. Изначально считалось, что шувуйя и другие альваресзавриды имели только по одному пальцу на передних конечностях, новые находки показали наличие уменьшенных второго и третьего пальцев в дополнение к массивному и удлинённому большому пальцу, известному из ранних образцов. Подобно другим представителям своего семейства, шувуйя, возможно, использовала свои короткие лапы для открывания гнёзд насекомых, а тонкие, подвижные челюсти — для исследования своей добычи.
Ископаемые остатки шувуйи известны из двух месторождений формации Джадохта, которые датируются поздней кампанской эпохой (около 75 миллионов лет назад). Жившие в то же время роды включают протоцератопса и велоцираптора.

### Перья
Образцы IGM 100/977 шувуйи были найдены в окружении небольших полых трубчатых структур, напоминающих стержни перьев современных птиц. Несмотря на крайне низкую степень сохранности, эти структуры содержат продукты распада белка бета-кератина и, что более важно, отсутствие альфа-кератина. И если бета-кератин обнаружен во всех покровных (кожа, перо) клетках рептилий и птиц, то альфа-кератин полностью отсутствует только у птиц. Эти данные убедительно указывают на то, что шувуйя обладала перьевым покровом.

## В популярной культуре
Шувуйя показана в первом эпизоде документального сериала канала Discovery Планета динозавров, где на неё охотился велоцираптор, но позже она стала жертвой овираптора.